# Montegallo
Montegallo è un comune italiano di 392 abitanti della provincia di Ascoli Piceno nelle Marche.
Situato ai piedi del Monte Vettore, è comune sparso con sede nella frazione di Balzo e fa parte della Comunità Montana del Tronto.

## Storia
Non esistono testimonianze scritte o ritrovamenti archeologici che si riferiscono al territorio di Montegallo in epoca antica e romana, anche se alcuni ritrovamenti di frecce e ghiande missili fanno pensare che la zona sia stata scenario di battaglie o contese in epoca antica. In epoca medioevale la zona era nota con il nome di Santa Maria in Lapide, dal nome di un'importante chiesa, ancora esistente, che domina la zona.
Intorno all'VIII secolo fu mandato a governare in queste zone Marchio Gallo, un vicario di Carlo Magno. Egli eresse un castello nella cima del monte che sovrasta l'abitato moderno di Balzo. Il castello venne chiamato Mons Sanctae Mariae in Gallo e divenne un punto di riferimento per gli abitanti della zona. Da questo periodo in poi il territorio iniziò ad essere chiamato Monte Gallorum o Monte Gallo.
Nell'anno 1039 Montegallo entra nella giurisdizione dell'Abbazia di Farfa, e vi rimane fino al 1572, quando entra a far parte del Presidiato Sistino di Montalto. In questo secolo il Castello posto alla sommità del monte inizia a decadere, e la popolazione mano a mano si trasferisce più a valle in luoghi più comodi e meno impervi. Nel 1580 solo 13 famiglie abitavano nel castello di Santa Maria in Gallo, dove ancora si trovavano il Palazzo Comunale e la dimora del Parroco.
Alla metà del XVII secolo il castello di Santa Maria in Gallo era ormai ridotto a macerie e completamente spopolato, alle pendici del monte venne fondato il nuovo centro abitato di Balzo, attuale centro amministrativo del comune.

Nel testo dell’Indice di tutti i luoghi dello Stato Pontificio colla indicazione della rispettiva Legazione o Delegazione in che sono compresi nel Distretto Governo e Comune da cui dipendono le Diocesi alle quali sono essi soggetti e coll'epilogo in fine dei Distretti e Governi di ciascuna Legazione o Delegazione desunto dall'ultimo riparto territoriale ripromesso coll'Editto del 5 luglio 1831 il paese risulta come: «Frazione di Arquata soggetta a quel Governo: Distretto, Delegazione e Diocesi di Ascoli. Anime 1766.»
Con l'Unità d'Italia Montegallo divenne comune del Regno d'Italia.
Negli anni passati ha raggiunto una popolazione massima anche di oltre 3 000 abitanti ma poi, con le congiunture negative degli anni sessanta-settanta e la conseguente emigrazione verso Germania, Svizzera, Brasile e altre destinazioni, l'intero comune si è spopolato, anche perché gli emigranti, al ritorno, hanno deciso di stabilirsi nelle città più grandi.

## Terremoto del 2016
Il 24 agosto 2016 Montegallo è stato danneggiato da un terremoto di magnitudo 6.0 verificatosi alle ore 3:36 nell'area reatina con epicentro ad Accumoli; fortunatamente non si sono contate vittime in tutto il comune, ma il danno agli immobili è stato grandissimo.
Il 30 ottobre 2016 alle ore 7:40 un violento terremoto di magnitudo 6.5 con epicentro tra Norcia e Preci, il più forte in Italia dal 1980, ha reso inagibile quasi tutto il comune di Montegallo (sono in atto però lavori di ricostruzione). 
Dalla scossa del 30 ottobre, sono stati registrati complessivamente oltre 2200 eventi sismici, e alle ore 09:00 del 3 novembre, ne sono stati registrati circa 290 di magnitudo compresa tra 3 e 4 e 20 di magnitudo compresa tra 4 e 5.
In seguito al protrarsi di questo sciame sismico, tutta la popolazione del comune è stata evacuata in strutture alberghiere lungo la costa adriatica.

## Monumenti e luoghi d'interesse

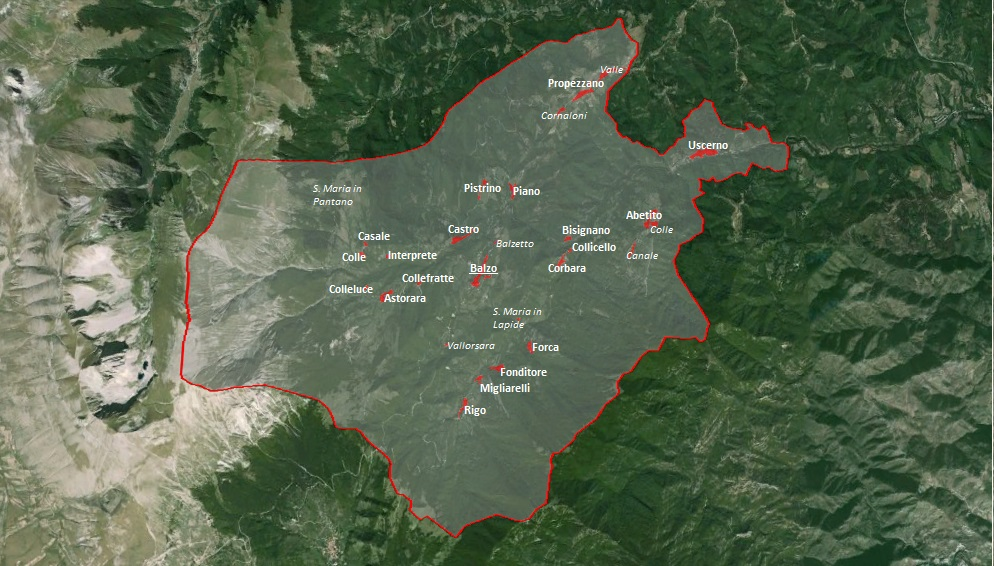
Mappa del comune di Montegallo con indicate le località abitate che compongono il comune.

Le più grandi attrazioni del territorio di Montegallo sono rappresentate sicuramente dalle bellezze paesaggistiche e naturalistiche della zona. Oltre alle bellezze naturali sono presenti anche molti luoghi di interesse storico, artistico e religioso. 

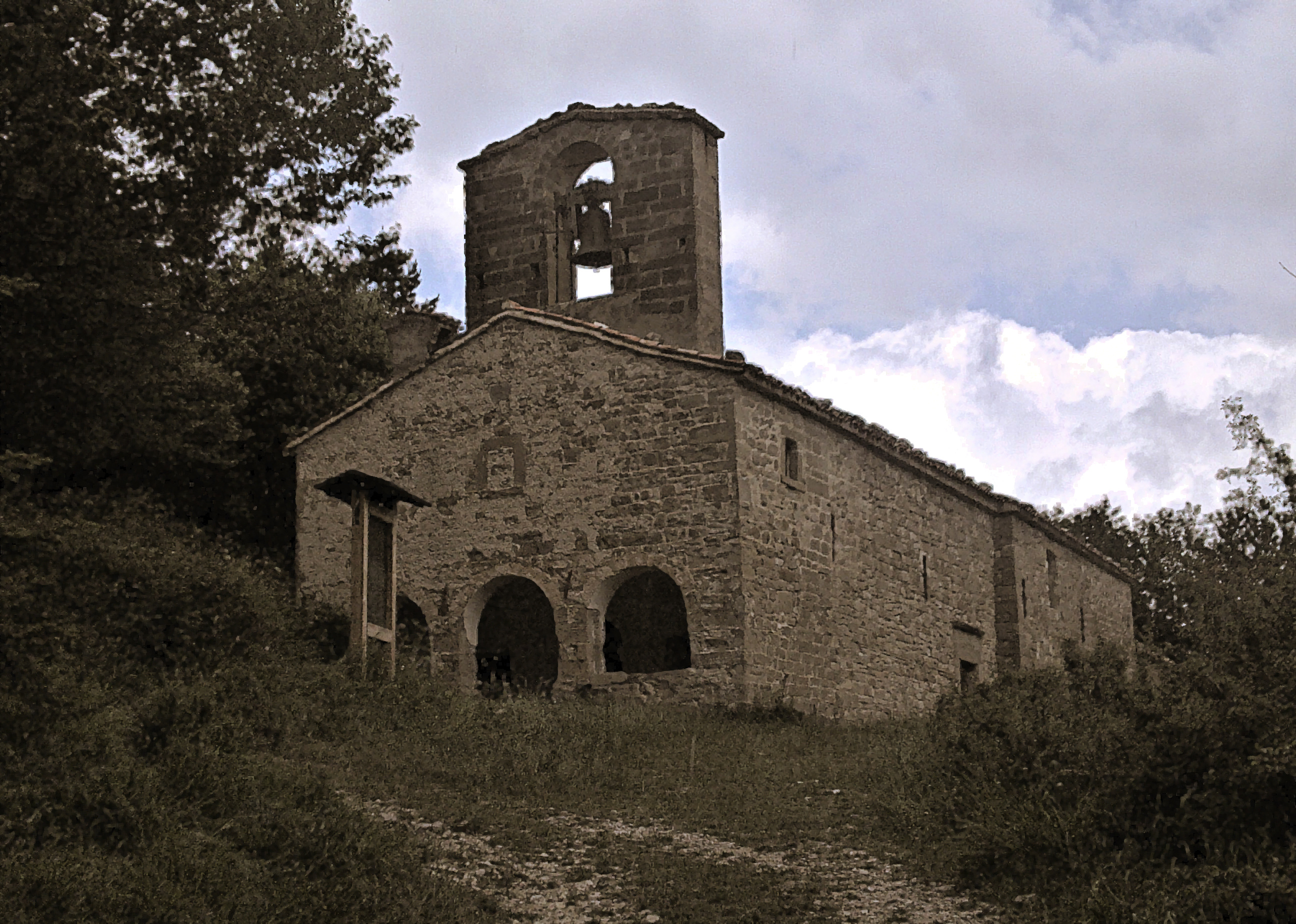
La chiesa di Santa Maria in Pantano

Numerose chiese rurali si trovano nella zona, altre ancora sono oggi scomparse. Le due chiese rurali più importanti sono sicuramente quella di S. Maria in Lapide e quella di Santa Maria in Pantano. La chiesa, crollata con il terremoto del 30 ottobre 2016 e di origine antichissima, conteneva affreschi di Martino Bonfini. In passato esisteva una terza importante chiesa, quella di San Michele in Furonibus, presso il passo di Galluccio, al confine con il comune di Arquata del Tronto. 
Oltre alle pievi rurali sono presenti molte chiese parrocchiali nei pressi dei numerosi paesi del comune. Degna di nota la chiesa di San Bernardino, a Balzo, ma anche le tre chiese di Bisignano: la Chiesa Nuova, la Chiesa di Santa Maria Maddalena (1578) e la Chiesa della Madonna addolorata della Cona.

## Società

### Evoluzione demografica
Abitanti censiti

## Economia
L'economia di questo piccolo comune si basa sul turismo e su alcune attività agricole come la silvicoltura, la produzione del tartufo, delle castagne e di altre varietà di prodotti tutti rigorosamente biologici. Negli ultimi anni lo sviluppo del turismo e della promozione del territorio hanno dato vita ad eventi di ritrovo come le sagre organizzate dalle pro loco, diversi raduni di moto da cross e quad, escursioni organizzate, gite a cavallo.
Inoltre, sono presenti percorsi turistici attraverso la macchia mediterranea, siti di interesse storico-culturale come soprattutto la chiesa di Santa Maria in Lapide.

## Amministrazione
| Periodo          | Periodo          | Primo cittadino   | Partito      | Carica  | Note |
| ---------------- | ---------------- | ----------------- | ------------ | ------- | ---- |
| 23 aprile 1995   | 17 novembre 1996 | Giorgio Lappa     | Lista civica | Sindaco |      |
| 17 novembre 1996 | 13 maggio 2001   | Giorgio Lappa     | Lista civica | Sindaco |      |
| 13 maggio 2001   | 28 maggio 2006   | Giuseppe Serafini | Lista civica | Sindaco |      |
| 28 maggio 2006   | 15 maggio 2011   | Sergio Fabiani    | Lista civica | Sindaco |      |
| 16 maggio 2011   | 6 giugno 2016    | Sergio Fabiani    | Lista civica | Sindaco |      |
| 6 giugno 2016    | 3 ottobre 2021   | Sergio Fabiani    | Lista civica | Sindaco |      |
| 4 ottobre 2021   | in carica        | Sante Capanna     | Lista civica | Sindaco |      |